# Volleyball Hall of Fame
Volleyball Hall of Fame (pol. siatkarska galeria sław) – utworzona w celu uhonorowania najwybitniejszych osób związanych z piłką siatkową. W poczet tej galerii włączane są osobistości, które wniosły wielki wkład w promocję i rozwój tej dyscypliny sportu. Organizacja Volleyball Hall of Fame powołana została w roku 1978 w Holyoke w stanie Massachusetts w USA. Galerię otwarto 6 czerwca 1987 roku.

## Historia
Miasto Holyoke jest miejscem narodzin piłki siatkowej. Tutaj, jako nauczyciel w szkole YMCA, pracował twórca tej dyscypliny William G. Morgan. Pierwsze zasady siatkówki zostały wymyślone przez niego w roku 1895. Pomysł upamiętnienia tego miejsca powstał w roku 1971. Wyższa Izba Handlu w Holyoke utworzyła wówczas komitet, którego zadaniem miała być promocja miasta jako przyszłej siedziby siatkarskiej galerii sław (Volleyball Hall of Fame). W roku 1978 komitet zarejestrował organizację non-profit o nazwie Holyoke Volleyball Hall of Fame, Inc. Miała ona na celu planowanie, promowanie, zachowanie żywej pamiątki piłki siatkowej. Pierwszą gwiazdą wprowadzoną w 1985 roku do galerii był William G. Morgan. Volleyball Hall of Fame została otwarta dla publiczności 6 czerwca 1987 roku. Z tej okazji zorganizowany został dwudniowy turniej siatkówki.

## Członkowie galerii
Do roku 2014 w gronie uhonorowanych jest czterech Polaków 
| Imię i nazwisko          | Narodowość | Funkcja                    | Rok nominacji |
| ------------------------ | ---------- | -------------------------- | ------------- |
| William G. Morgan        | USA        | twórca siatkówki, działacz | 1985          |
| dr Harold T. Friermood   | USA        | działacz                   | 1986          |
| Leonard Gibson           | USA        | działacz                   | 1988          |
| Flo Hyman                | USA        | siatkarz                   | 1988          |
| Eugene Selznick          | USA        | siatkarz                   | 1988          |
| Jane Ward                | USA        | siatkarz                   | 1988          |
| Harry Wilson             | USA        | trener, działacz           | 1988          |
| Douglas Beal             | USA        | trener                     | 1989          |
| Glen Davies              | USA        | działacz                   | 1989          |
| Kathy Gregory            | USA        | siatkarka                  | 1989          |
| Michael O’Hara           | USA        | siatkarka                  | 1989          |
| Edward DeGroot           | USA        | trener                     | 1990          |
| Alton Fish               | USA        | urzędnik                   | 1990          |
| Mary Jo Peppler          | USA        | siatkarka                  | 1990          |
| dr George J. Fisher      | USA        | działacz                   | 1991          |
| Thomas Haine             | USA        | siatkarz                   | 1991          |
| Rolf Engen               | USA        | siatkarz                   | 1991          |
| Catalino Ignacio         | USA        | działacz                   | 1991          |
| dr James Coleman         | USA        | trener                     | 1992          |
| Merton H. Kennedy        | USA        | działacz                   | 1992          |
| Jon Stanley              | USA        | siatkarz                   | 1992          |
| Ron Von Hagen            | USA        | siatkarz plażowy           | 1992          |
| Mike Bright              | USA        | siatkarz                   | 1993          |
| Al Scates                | USA        | trener                     | 1993          |
| Patty Dowdell            | USA        | siatkarka                  | 1994          |
| Marv Dunphy              | USA        | trener                     | 1994          |
| John Koch                | USA        | urzędnik, działacz         | 1994          |
| Larry Rundle             | USA        | siatkarz                   | 1994          |
| Debbie Green             | USA        | siatkarka                  | 1995          |
| Robert L. Lindsay        | USA        | działacz                   | 1995          |
| C.L. „Bobb” Miller       | USA        | działacz                   | 1995          |
| Arie Selinger            | USA        | trener                     | 1995          |
| Patricia Bright          | USA        | siatkarka                  | 1996          |
| Donald Shondell          | USA        | trener                     | 1996          |
| Andy Banachowski         | USA        | trener                     | 1997          |
| Albert Monaco Jr.        | USA        | działacz                   | 1997          |
| Pedro „Pete” Velasco     | USA        | siatkarz                   | 1997          |
| William Baird            | USA        | działacz                   | 1998          |
| Craig Buck               | USA        | siatkarz                   | 1998          |
| Dusty Dvorak             | USA        | siatkarz                   | 1998          |
| Yasutaka Matsudaira      | Japonia    | trener                     | 1998          |
| Steve Timmons            | USA        | siatkarz                   | 1998          |
| Paula Weishoff           | USA        | siatkarka                  | 1998          |
| Wilbur H. Peck           | USA        | działacz                   | 1999          |
| James G. Wortham         | USA        | siatkarz                   | 1999          |
| Hirofumi Daimatsu        | Japonia    | trener                     | 2000          |
| Inna Ryskal              | Rosja      | siatkarka                  | 2000          |
| Takako Shirai            | Japonia    | siatkarka                  | 2000          |
| Jurij Czesnokow          | Rosja      | siatkarz, trener           | 2000          |
| Harold Wendt             | USA        | siatkarz                   | 2000          |
| Karch Kiraly             | USA        | siatkarz                   | 2001          |
| Regla Torres             | Kuba       | siatkarz                   | 2001          |
| Jean Gaertner            | USA        | siatkarz                   | 2001          |
| Lang Ping                | Chiny      | siatkarka                  | 2002          |
| Tomasz Wójtowicz         | Polska     | siatkarz                   | 2002          |
| Wiaczesław Płatonow      | Rosja      | trener                     | 2002          |
| Giwi Achwlediani         | Rosja      | trener                     | 2003          |
| Jungo Morita             | Japonia    | siatkarz                   | 2003          |
| Sinjin Smith             | USA        | siatkarz plażowy           | 2003          |
| Julio Velasco            | Argentyna  | trener                     | 2003          |
| Karolyn Kirby            | USA        | siatkarka plażowa          | 2004          |
| Mireya Luis              | Kuba       | siatkarka                  | 2004          |
| Josef Musil              | Czechy     | siatkarz                   | 2004          |
| Seiji Ōko                | Japonia    | siatkarz                   | 2004          |
| Bernard Rajzman          | Brazylia   | siatkarz                   | 2005          |
| Eugenio George           | Kuba       | trener                     | 2005          |
| Stanisław Gościniak      | Polska     | siatkarz                   | 2005          |
| Cecilia Tait             | Peru       | siatkarka                  | 2005          |
| Konstantin Rewa          | Rosja      | siatkarz                   | 2005          |
| Ron Lang                 | USA        | siatkarz plażowy           | 2005          |
| Bernie Holtzman          | USA        | siatkarz plażowy           | 2006          |
| Endre Holvay             | Węgry      | działacz                   | 2006          |
| Jackie Silva             | Brazylia   | siatkarka plażowa          | 2006          |
| Edward Skorek            | Polska     | siatkarz                   | 2006          |
| Nina Smolejewa           | Rosja      | siatkarka                  | 2006          |
| Shigeo Yamada            | Japonia    | trener                     | 2006          |
| Bob Ctvrtlik             | USA        | siatkarz                   | 2007          |
| Andrea Gardini           | Włochy     | siatkarz                   | 2007          |
| Carlos Nuzman            | Brazylia   | działacz                   | 2007          |
| Kerri Pottharst          | Australia  | siatkarka plażowa          | 2007          |
| Yuan Weimin              | Chiny      | trener                     | 2007          |
| Dimityr Złatanow         | Bułgaria   | siatkarz                   | 2007          |
| Sinan Erdem              | Turcja     | działacz                   | 2008          |
| Andrea Giani             | Włochy     | siatkarz                   | 2008          |
| Masae Kasai Nakamura     | Japonia    | siatkarz                   | 2008          |
| Jurij Pojarkow           | Ukraina    | siatkarz                   | 2008          |
| Vladimir Savvine         | Rosja      | działacz                   | 2008          |
| Randy Stoklos            | USA        | siatkarz plażowy           | 2008          |
| Ana Moser                | Brazylia   | siatkarka                  | 2009          |
| Nikołaj Karpol           | Rosja      | trener                     | 2009          |
| Holly McPeak             | USA        | siatkarka plażowa          | 2009          |
| Paul Libaud              | Francja    | urzędnik                   | 2009          |
| Ivans Bugajenkovs        | Łotwa      | siatkarz                   | 2009          |
| Siegfried Schneider      | Niemcy     | siatkarz                   | 2009          |
| Shelda Bede              | Brazylia   | siatkarka plażowa          | 2010          |
| Adriana Behar            | Brazylia   | siatkarka plażowa          | 2010          |
| Gabriella Kotsis         | Węgry      | trener                     | 2010          |
| Gabriela Pérez del Solar | Peru       | siatkarka                  | 2010          |
| Aleksandr Sawin          | Rosja      | siatkarz                   | 2010          |
| Hubert Jerzy Wagner      | Polska     | trener                     | 2010          |
| Lorenzo Bernardi         | Włochy     | siatkarz                   | 2011          |
| Magaly Carvajal          | Kuba       | siatkarka                  | 2011          |
| Hugo Conte               | Argentyna  | siatkarz                   | 2011          |
| Rita Crockett            | Kuba       | siatkarka                  | 2011          |
| Vladimir Grbić           | Serbia     | siatkarz                   | 2011          |
| František Stibitz        | Czechy     | działacz                   | 2011          |
| Peter Blangé             | Holandia   | siatkarz                   | 2012          |
| Ludmiła Bułdakowa        | Rosja      | siatkarka                  | 2012          |
| Mike Dodd                | USA        | siatkarz plażowy           | 2012          |
| Mauricio Lima            | Brazylia   | siatkarz                   | 2012          |
| Gieorgij Mondzolewski    | Rosja      | siatkarz                   | 2012          |
| Jeff Stork               | USA        | siatkarz                   | 2012          |
| Natalie Cook             | Australia  | siatkarka plażowa          | 2013          |
| Caren Kemner             | USA        | siatkarz                   | 2013          |
| Wiaczesław Zajcew        | Rosja      | siatkarz                   | 2013          |
| Joop Alberda             | Holandia   | trener                     | 2014          |
| Nalbert Bitencourt       | Brazylia   | siatkarz                   | 2014          |
| Tara Cross-Battle        | USA        | siatkarka                  | 2014          |
| Miloslav Ejem            | Czechy     | działacz                   | 2014          |
| Sandra Pires             | Brazylia   | siatkarka plażowa          | 2014          |
| Roza Salichowa           | Rosja      | siatkarka                  | 2014          |
| Lloy Ball                | USA        | siatkarz                   | 2015          |
| Renan Dal Zotto          | Brazylia   | siatkarz                   | 2015          |
| Hélia de Souza (Fofão)   | Brazylia   | siatkarka                  | 2015          |
| Bebeto de Freitas        | Brazylia   | trener                     | 2015          |
| Emanuel Rego             | Brazylia   | siatkarz                   | 2016          |
| Nikola Grbić             | Serbia     | siatkarz                   | 2016          |
| Misty May-Treanor        | USA        | siatkarka plażowa          | 2016          |
| Danielle Scott-Arruda    | USA        | siatkarka                  | 2016          |
| Park Man-bok             | Korea      | trener                     | 2016          |
| Irina Kiriłłowa          | ZSRR       | siatkarka                  | 2017          |
| Jizhong Wei              | Chiny      | działacz                   | 2017          |
| Ron Zwerver              | Holandia   | siatkarz                   | 2017          |
| José Loiola              | Brazylia   | siatkarz plażowy           | 2017          |
| Anders Kristiansson      | Szwecja    | trener                     | 2017          |